# Antonico Monteiro

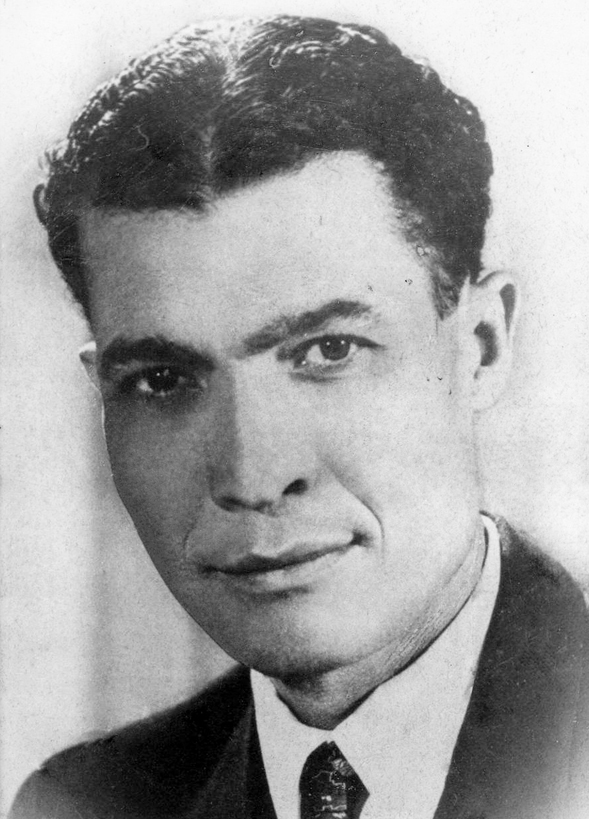
Antonico Monteiro.

António Marques "Antonico" Monteiro (Luanda, 19 de julho de 1920 – Luanda, 26 de julho de 1967) foi um activista, político e nacionalista angolano, um dos fundadores do Movimento Popular de Libertação de Angola (MPLA).

## Biografia
Filho de António Monteiro e de Maria da Nazaré Nunes, seus avós maternos eram Manuel Correia Nunes e Ana João Ngá, descendentes de famílias da ilha do Cabo e do Mussulo, em Luanda.
De formação seminarista, esteve ligado ideológica e politicamente ao monsenhor Manuel Joaquim Mendes das Neves, um dos membros mais importantes dos primeiros anos do MPLA. Antonico Monteiro era membro do Movimento para Independência de Angola (MIA) na data em que este fundiu-se ao MPLA.
Na sua juventude tornou-se funcionário do Banco de Angola, em Luanda.

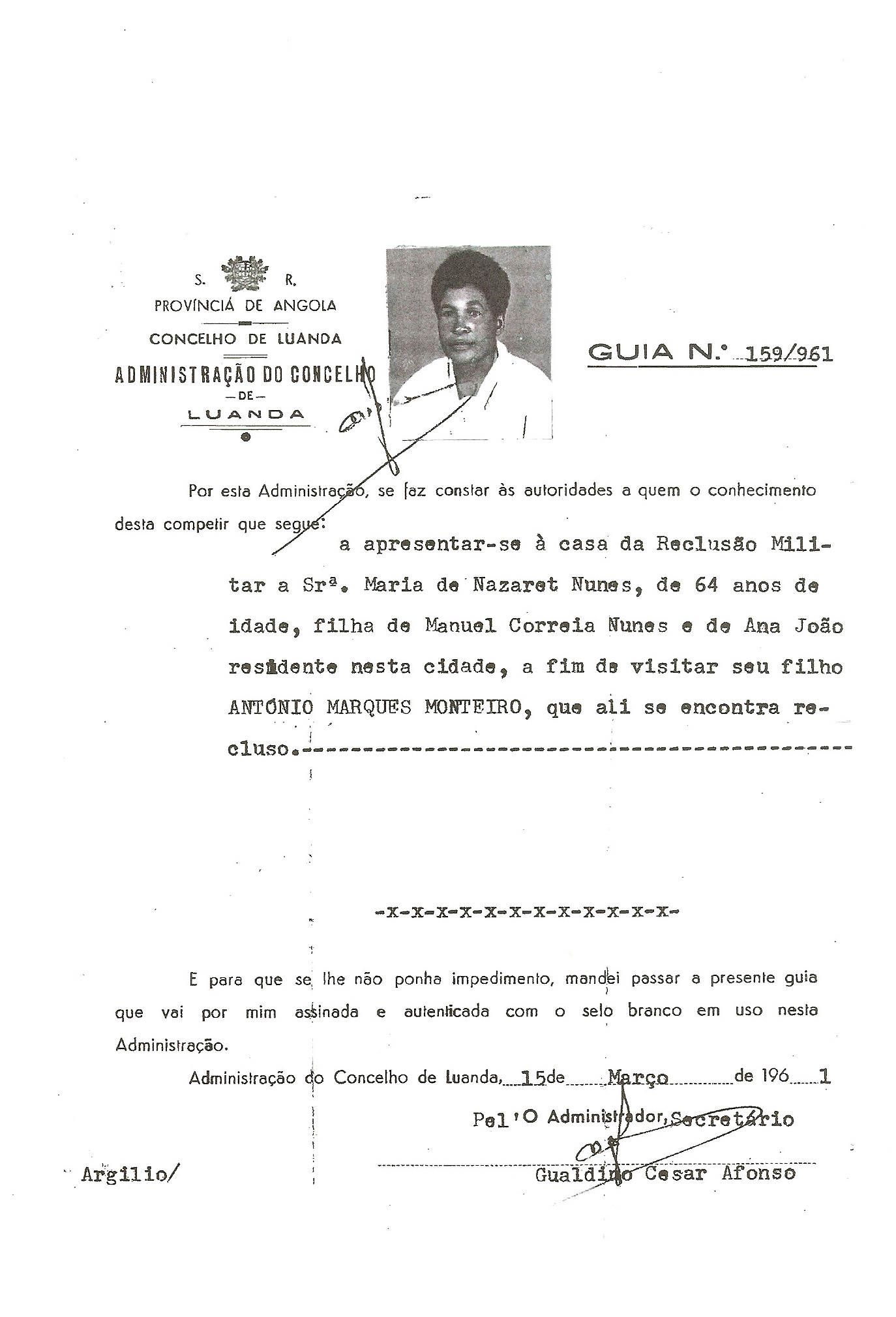
Autorização de visita à Casa de Reclusão Militar de Luanda, em 1961.

Com Manuel das Neves e Joaquim Pinto de Andrade, passou a organizar diversas reuniões clandestinas para promover estratégias e debater questões políticas relacionadas à independência de Angola.
Por sua atividade política foi um dos implicados no Processo dos 50 que, por ser levado ao conhecimento internacional, daria ampla cobertura à luta pelo direito à independência de Angola. Foi preso pela Polícia Internacional e de Defesa do Estado (PIDE) em 5 de junho de 1959. Por razões da forte tortura, foi internado no Hospital Psiquiátrico de Luanda e mais tarde encaminhado para a casa de reclusão da Forte de São Francisco do Penedo, sito no Porto de Luanda. Ali estava no momento em que grupos de patriotas angolanos tomavam de assalto, com catanas e outros utensílios de defesa, as cadeias de Luanda, a 4 de fevereiro de 1961, dia do inicio da Guerra de Independência de Angola.
Assumiu a sua autodefesa renegando o advogado militar sugerido pela PIDE, uma vez que a sua a advogada, Maria do Carmo Medina, tinha sido retida em Portugal pela PIDE, não podendo comparecer ao tribunal para a sua defesa. Em 2 de dezembro de 1961, foi condenado a uma pena de prisão de segurança, para cumprimento da pena deu entrada no Campo de Concentração do Tarrafal, em Cabo Verde, no dia 25 de fevereiro de 1962. Contestou, num manuscrito, a pena que lhe foi imposta alegando que a sua luta era justa, pacífica, e que era um direito seu, natural e internacional, e que pretendia pura e simplesmente, a independência total, imediata e incondicional de Angola.
Gravemente doente, vitima dos maus tratos, foi libertado em dezembro de 1964. Não conseguiu tomar parte na luta militar por motivos de saúde em função dos degradantes tratamentos recebidos na prisão, vindo a falecer em Luanda no dia 26 de julho de 1967.

## Vida pessoal

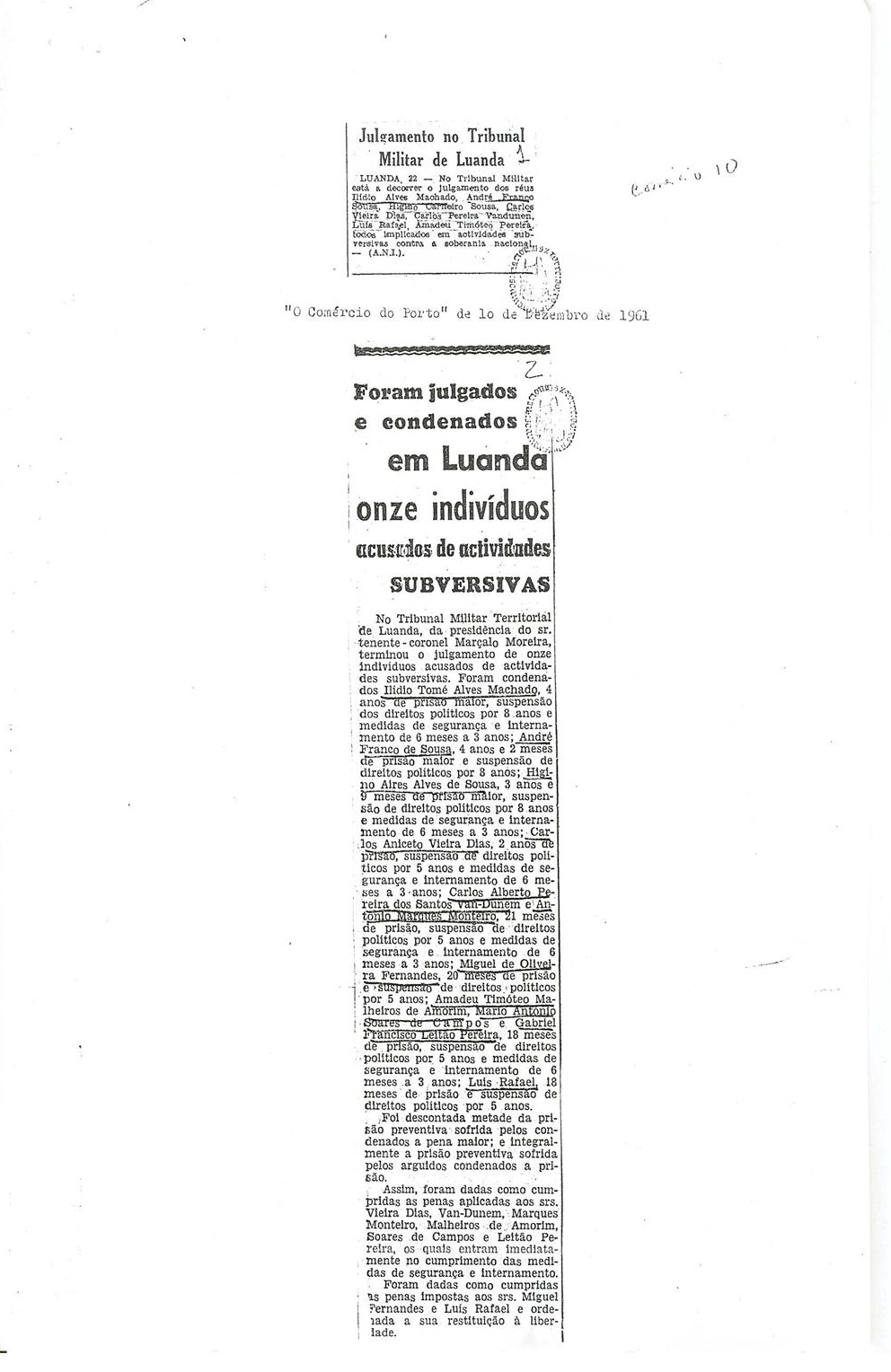
Coluna do jornal "O Comércio do Porto" de dezembro de 1961 destaca o julgamento.

Era casado com Aurora dos Santos Figueiredo Monteiro, e pai de 7 filhos: Maria Ester da Nazareth dos Santos Monteiro, António Marques Monteiro Júnior, Arlete Maria de Fátima dos Santos Monteiro, Jorge Eduardo dos Santos Monteiro, Ana Paula dos Santos Monteiro, Armindo Augusto dos Santos Monteiro, Alberto Acácio dos Santos Monteiro.

## Legado
Em 1975, após proclamação da independência de Angola, foi homenageado pelo governo com a atribuição de seu nome à "Rua António Marques Monteiro", no bairro da Maianga em Luanda.